# Апрелівська сільська рада
| Апрелівська сільська рада — орган місцевого самоврядування у Бобринецькому районі Кіровоградської області з адміністративним центром у с. Апрелівське. Сільській раді були підпорядковані населені пункти: - с. Апрелівське - с. Апрелівка - с. Розтичеве |

## Склад ради
Рада складалася з 12 депутатів та голови.

### Керівний склад ради
| ПІБ                        | Основні відомості                                                         | Дата обрання | Дата звільнення |
| -------------------------- | ------------------------------------------------------------------------- | ------------ | --------------- |
| Гартман Наталія Вікторівна | Сільський голова, 1973 року народження, освіта, член народної партії      | 26.03.2006   | 31.10.2010      |
| Гартман Наталія Вікторівна | Сільський голова, 1973 року народження, освіта вища, член Партії регіонів | 31.10.2010   |                 |

Примітка: таблиця складена за даними джерела

## Населення
Згідно з переписом УРСР 1989 року чисельність наявного населення сільської ради становила 483 особи, з яких 222 чоловіки та 261 жінка.
За переписом населення України 2001 року в сільській раді мешкало 399 осіб.

### Мова
Розподіл населення за рідною мовою за даними перепису 2001 року:
| Мова       | Відсоток |
| ---------- | -------- |
| українська | 96,24 %  |
| російська  | 2,26 %   |
| молдовська | 0,75 %   |
| угорська   | 0,25 %   |
| інші       | 0,50 %   |